# Martes martes notialis
Martes martes notialis es una subespecie de mamíferos carnívoros de la familia Mustelidae, subfamilia Mustelinae.

## Distribución geográfica
Se encuentra al sur de Italia.